# Qala-e-Bost
Il forte di Bost, noto nella regione con il nome Qala-e-Bost (in dari قلعه بست; in persiano بست کلا‎), è una fortificazione realizzata nei pressi di Lashkar Gah e nella provincia di Helmand, in Afghanistan, che secondo alcuni sarebbe stata costruita circa 3 000 anni fa. Nel corso della storia è stato visitato da molti abitanti del posto e da turisti stranieri. Il sito archeologico si estende su un'area vasta circa 10 chilometri.
Il forte di Bost si trova a ridosso della confluenza dei fiumi Helmand e Arghandab, a circa mezz'ora di auto a sud di Lashkargah. Il sito è famoso per il suo arco decorativo risalente all'XI secolo, il quale compare sulla banconota da 100 afghani (la valuta afghana). L'arco fa parte dei resti di un'antica moschea ed è circondato da colture di palme da dattero.

## Storia

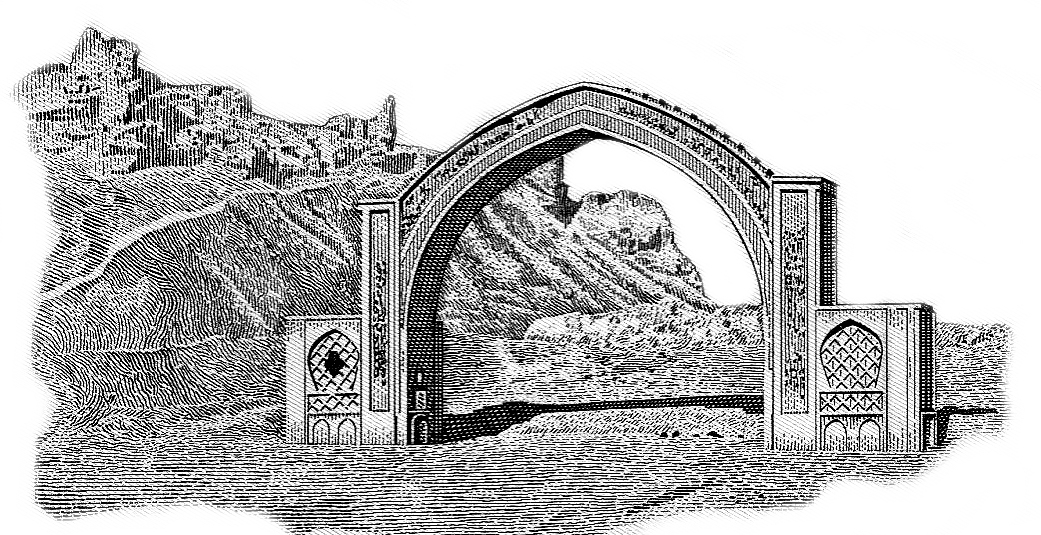
La fortezza e l'arco di Qala-e-Bost su banconota afghana

Nel 2006 è iniziata la costruzione di una strada in acciottolato che conduce dal sud di Lashkar Gah all'arco di Qala-e-Bost (noto ai lettori del romanzo Caravans di James A. Michener come Qala Bist). Nell'aprile del 2008 divenne possibile discendere in un antico pozzo di circa 6 metri di diametro e 200 metri di profondità, con una serie di stanze laterali buie e una scala a chiocciola che conduce al fondo. Nel 2020 sono iniziati i lavori di restauro del forte.
Nel 2021, è diventato rifugio di centinaia di persone fuggite dagli scontri con i talebani.